# Suonenjoki
Suonenjoki è una città finlandese di 6763 abitanti, situata nella regione del Savo Settentrionale.